# Grantsville (Virgínia de l'Oest)
Grantsville és una població dels Estats Units a l'estat de Virgínia de l'Oest. Segons el cens del 2000 tenia 565 habitants.

## Demografia
Segons el cens del 2000, Grantsville tenia 565 habitants, 232 habitatges, i 142 famílies. La densitat de població era de 474,2 habitants per km².
Dels 232 habitatges en un 23,3% hi vivien nens de menys de 18 anys, en un 43,1% hi vivien parelles casades, en un 12,5% dones solteres, i en un 38,4% no eren unitats familiars. En el 34,9% dels habitatges hi vivien persones soles el 15,5% de les quals corresponia a persones de 65 anys o més que vivien soles. El nombre mitjà de persones vivint en cada habitatge era de 2,33 i el nombre mitjà de persones que vivien en cada família era de 3,02.
Per edats la població es repartia de la següent manera: un 21,1% tenia menys de 18 anys, un 9,2% entre 18 i 24, un 20,9% entre 25 i 44, un 25,7% de 45 a 60 i un 23,2% 65 anys o més.
L'edat mediana era de 44 anys. Per cada 100 dones de 18 o més anys hi havia 89,8 homes.
La renda mediana per habitatge era de 26.111 $ i la renda mediana per família de 34.286 $. Els homes tenien una renda mediana de 31.250 $ mentre que les dones 15.192 $. La renda per capita de la població era de 13.501 $. Entorn del 19,3% de les famílies i el 20,5% de la població estaven per davall del llindar de pobresa.

## Poblacions més properes
El següent diagrama mostra les poblacions més properes.